# Svenska cupen i fotboll 2006
Svenska cupen i fotboll 2006 spelades mellan den 17 maj och den 11 november 2006. Det deltog 98 lag, varav 14 från Allsvenskan, 16 från Superettan och 68 distriktslag. Lagen från Allsvenskan och Superettan gick in i andra omgången, medan distriktslagen gick in i den första omgången.

## Omgång 1
Matcherna i omgång 1 spelades mellan den 17 maj och 8 april 2006. Endast de 68 distriktslagen gick in i denna omgång.
| Hemmalag            | Resultat   | Bortalag              | Datum och tid      | Arena              | Publik |
| Jönköpings Södra IF | 6–0        | Malmslätts AIK        | 17 maj 2006 17.30  |                    | 230    |
| Lyckeby GoIF        | 0–2        | Kalmar AIK FK         | 26 maj 2006 14.00  |                    | 55     |
| Eneby BK            | 1–5        | Enskede IK            | 28 maj 2006 19.00  |                    | 49     |
| Gunnilse IS         | 5–2        | Husqvarna FF          | 28 maj 2006 19.00  |                    | 50     |
| FC Trollhättan      | 1–0        | Lundby IF             | 30 maj 2006 19.00  | Edsborgs IP        | 65     |
| Oxie IF             | 1–4        | Gantofta IF           | 30 maj 2006 19.00  |                    | 20     |
| FF Södertälje       | 3–0 (w.o.) | Topkapi Konya KIF     | 30 maj 2006 20.00  |                    |        |
| FK Jat              | 3–0        | Borås AIK             | 1 april 2006 12.00 |                    | 15     |
| Bollstanäs SK       | 0–7        | Visby IF Gute FK      | 1 april 2006 13.00 | Bollstanäs IP      | 50     |
| Eslövs BK           | 4–2        | Tvååkers IF           | 1 april 2006 13.00 |                    | 30     |
| Motala AIF FK       | 5–1        | Myresjö IF            | 1 april 2006 13.00 | Motala Idrottspark | 58     |
| Skiljebo SK         | 5–3        | Syrianska FC          | 1 april 2006 13.00 | Ringvallen         | 156    |
| Säters IF FK        | 0–4        | IK Sirius FK          | 1 april 2006 13.00 |                    | 98     |
| Ersboda SK          | 4–1        | Robertsfors IK        | 1 april 2006 14.00 | Gammliavallen      | 68     |
| Friska Viljor FC    | 2–4        | Östersunds FK         | 1 april 2006 14.00 | Skyttis IP         | 157    |
| IF Heimer           | 1–0        | IFK Ölme              | 1 april 2006 14.00 |                    | 67     |
| IFK Fjärås          | 0–1        | IFK Hässleholm        | 1 april 2006 14.00 |                    | 78     |
| IFK Tidaholm        | 0–4        | IFK Värnamo           | 1 april 2006 14.00 | Tidavallen         | 51     |
| Väröbacka GIF       | 0–3        | Slottskogen/Godhem IF | 1 april 2006 14.00 |                    | 30     |
| Grimsås IF          | 0–2        | Ängelsholms FF        | 1 april 2006 15.00 | Grimsborg          | 55     |
| IF Viken            | 6–5        | Hertzöga BK           | 1 april 2006 15.00 |                    | 125    |
| Kulladals FF        | 1–4        | Höllvikens GIF        | 1 april 2006 15.30 |                    | 46     |
| Sandvikens IF       | 9–0        | Skinnskattebergs SK   | 1 april 2006 20.00 |                    | 94     |
| IFK Viksjö          | 0–1        | Hammarby TFF          | 2 april 2006 11.00 |                    | 50     |
| Tidoholms GoIF      | 1–2        | BK Forward            | 2 april 2006 14.00 | Ulvesborg          | 80     |
| Dalen/Krokslätts FF | 1–2        | Tenhults IF           | 2 april 2006 15.00 | Förbovallen        | 50     |
| Stavstens IF FK     | 0–4        | Kristianstads FF      | 2 april 2006 15.00 |                    | 50     |
| Sandareds IF        | 0–1        | Skärhamns IK          | 2 april 2006 17.30 | Borås Arena        | 58     |
| Rynninge IK         | 3–5        | Carlstad United BK    | 2 april 2006 18.00 |                    | 122    |
| Atlas Copco IF      | 0–3        | Spårvägens FF         | 2 april 2006 20.00 | Hagsätra IP        | 30     |
| Hudiksvall ABK      | 7–5        | IFK Timrå             | 5 april 2006 19.30 | Norrporten Arena   | 62     |
| Vasalund/Essinge IF | 5–1        | Heby AIF              | 6 april 2006 18.30 |                    | 62     |
| Avesta AIK          | 0–3        | Enköpings SK Fotboll  | 8 april 2006 13.15 |                    | 35     |
| Haparanda FF        | 1–3        | Sävast AIF            | 8 april 2006 15.00 |                    | 64     |

## Omgång 2
Lagen från Allsvenskan och Superettan gick in i denna omgång och fick möta de 34 vinnande distriktslagen från omgång 1. Omgången spelades mellan 12 april och 18 maj 2006. 
| Gunnilse IS           | 7–6 | Bodens BK            | 12 april 2006 16.15 | Hjällbovallen            | 60   |
| IFK Värnamo           | 1–2 | Örebro SK            | 12 april 2006 17.30 | Finnvedsvallen           | 207  |
| Sandvikens IF         | 0–3 | Västerås SK          | 12 april 2006 19:00 | Jernvallen               | 323  |
| Spårvägens FF         | 0–3 | Trelleborgs FF       | 13 april 2006 15:00 | Hagsätra IP              | 60   |
| IFK Norrköping        | 2–0 | Östersunds FK        | 13 april 2006 16:00 | Norrköpings Idrottspark  | 645  |
| Vasalund/Essinge IF   | 0–5 | Falkenbergs FF       | 13 april 2006 16:30 |                          | 65   |
| Kalmar AIK FK         | 0–3 | Örgryte IS           | 13 april 2006 17:00 |                          | 200  |
| Enskede IK            | 2–3 | FC Väsby United      | 13 april 2006 18:00 | Hagsätra IP              | 65   |
| Gantofta IF           | 1–2 | Kristianstads FF     | 13 april 2006 19:15 |                          | 60   |
| BK Forward            | 4–5 | Landskrona BoIS      | 14 april 2006 16:30 | Behrn Arena              | 348  |
| Motala AIF FK         | 1–2 | Enköpings SK Fotboll | 17 april 2006 15:00 | Motala Idrottspark       | 150  |
| FF Södertälje         | 0–8 | GAIS                 | 17 april 2006 16:00 | Södertälje fotbollsarena | 458  |
| Tenhults IF           | 0–1 | Östers IF            | 18 april 2006 17:45 |                          | 250  |
| IF Viken              | 1–3 | Mjällby AIF          | 19 april 2006 18:00 |                          | 320  |
| Jönköpings Södra IF   | 3–0 | BK Häcken            | 19 april 2006 18:00 | Stadsparksvallen         | 941  |
| Visby IF Gute FK      | 2–0 | Ljungskile SK        | 19 april 2006 18:00 |                          | 456  |
| FC Trollhättan        | 3–0 | GIF Sundsvall        | 19 april 2006 18:30 |                          | 509  |
| IF Heimer             | 3–6 | IFK Göteborg         | 19 april 18:30      | IP Framnäs               | 2196 |
| Ersboda SK            | 1–3 | Degerfors IF         | 19 april 2006 19:00 | Gammliavallen            | 492  |
| IK Sirius FK          | 1–2 | IF Brommapojkarna    | 19 april 2006 19:00 | Stenhagens IP            | 234  |
| Eslövs BK             | 0–1 | Assyriska FF         | 20 april 18:00      |                          |      |
| FK Jat                | 0–8 | Malmö FF             | 20 april 2006 18:00 |                          |      |
| Ängelholms FF         | 3–5 | Gefle IF             | 20 april 18:30      | Ängelholms IP            | 432  |
| AIK                   | 4–0 | Hudiksvall ABK       | 20 april 2006 19:00 | Råsunda Fotbollsstadion  | 2575 |
| Carlstad United BK    | 6–1 | Västra Frölunda IF   | 20 april 2006 19:00 | Tingvalla IP             | 176  |
| Sävast AIF            | 0–9 | Hammarby IF          | 20 april 2006 19:00 | Björknäsvallen           | 1286 |
| Höllvikens GIF        | 0–2 | Åtvidabergs FF       | 20 april 2006 20:00 | Höllvikens IP            | 212  |
| Slottskogen/Godhem IF | 0–8 | IF Elfsborg          | 29 april 2006 13:00 | Ruddalens IP             | 350  |
| Skiljebo SK           | 2–3 | Kalmar FF            | 5 maj 2006 18:30    | Hamre IP                 | 912  |
| Hammarby TFF          | 1–2 | Halmstads BK         | 17 maj 2006 18:30   | Hammarby IP              | 550  |
| Skärhamns IK          | 0–2 | Helsingborgs IF      | 18 maj 2006 18:30   | Röavallen                | 265  |
| IFK Hässleholm        | 1–3 | Djurgårdens IF       | 18 maj 2006 19:00   | Österås IP               | 1247 |

## Omgång 3
Omgång tre spelades mellan den 16 maj och den 6 juli. De vinnande lagen från omgång två deltog.
| Carlstad United BK  | 0–2 | IFK Norrköping  | 16 maj 2006 19:00  | Tingvalla IP     | 355  |
| Degerfors IF        | 2–0 | Assyriska FF    | 17 maj 2006 18:00  | Stora Valla      | 439  |
| IF Brommapojkarna   | 1–2 | Mjällby AIF     | 17 maj 2006 18:00  | Grimsta IP       | 151  |
| Jönköpings Södra IF | 0–2 | Västerås SK     | 17 maj 2006 18:30  | Stadsparksvallen | 410  |
| Kristianstads FF    | 1–5 | Östers IF       | 17 maj 2006 18:30  | Kristianstads IP | 440  |
| Enköpings SK        | 2–4 | Falkenbergs FF  | 18 maj 2006 19:00  | Enavallen        | 206  |
| FC Trollhättan      | 1–4 | IF Elfsborg     | 18 maj 2006 19:00  | Edsborgs IP      | 1892 |
| Gefle IF            | 4–2 | Åtvidabergs FF  | 18 maj 2006 19:00  | Strömvallen      | 465  |
| Landskrona BoIS     | 3–0 | Örgryte IS      | 18 maj 2006 19:00  | Landskrona IP    | 1329 |
| Visby IF Gute FK    | 3–2 | Örebro SK       | 18 maj 2006 19:00  | Gutavallen       | 577  |
| FC Väsby United     | 1–0 | Malmö FF        | 18 maj 2006 19:00  | Vilundavallen    | 723  |
| Gunnilse IS         | 0–2 | Halmstads BK    | 7 juni 2006 19:00  |                  |      |
| Kalmar FF           | 4–1 | AIK             | 7 juni 2006 19:00  | Fredriksskans IP | 1513 |
| IFK Göteborg        | 1–2 | Trelleborgs FF  | 8 juni 2006 19:00  |                  |      |
| Djurgårdens IF      | 2–0 | GAIS            | 28 juni 2006 19:00 | Stadion          | 2580 |
| Hammarby IF         | 1–3 | Helsingborgs IF | 6 juli 2006 19:00  | Söderstadion     | 9130 |

## Åttondelsfinal
Åttondelsfinalerna spelades mellan den 22 juni och den 27 juli.
| IFK Norrköping   | 5–4 | Mjällby AIF     | 22 juni 2006 17:00 | Norrköpings Idrottspark | 502  |
| Västerås SK      | 1–2 | Landskrona BoIS | 22 juni 2006 17:00 |                         | 334  |
| IF Elfsborg      | 2–1 | Djurgårdens IF  | 6 juli 2006 17:00  | Borås Arena             | 2019 |
| Falkenbergs FF   | 3–4 | FC Väsby United | 6 juli 2006 18:00  | Falkenbergs IP          | 216  |
| Halmstads BK     | 0–3 | Gefle IF        | 6 juli 2006 19:00  | Glänninge IP            | 534  |
| Trelleborgs FF   | 0–4 | Östers IF       | 6 juli 2006 19:00  | Vångavallen             | 1025 |
| Visby IF Gute FK | 1–2 | Kalmar FF       | 26 juli 2006 19:00 | Gutavallen              | 1914 |
| Helsingborgs IF  | 3–0 | Degerfors IF    | 22 juni 2006 19:00 | Olympia                 | 4160 |

## Kvartsfinaler
Kvartsfinalerna spelades mellan 3 augusti och 31 augusti
| Landskrona BoIS | 2–3 | Gefle IF        | 3 augusti 2006 19:00  |                  | 2461 |
| Östers IF       | 2–0 | FC Väsby United | 3 augusti 2006 19:00  | Värendsvallen    | 951  |
| Helsingborgs IF | 9–7 | IF Elfsborg     | 19 augusti 2006 16:00 | Olympia          | 6328 |
| Kalmar FF       | 4–2 | IFK Norrköping  | 31 augusti 2006 19:00 | Fredriksskans IP | 1529 |

## Semifinaler
Semifinalerna spelades den 19 oktober.
| Helsingborgs IF | 3–0 | Östers IF | 19 oktober 2006 19:00 | Olympia          | 8397 |
| Kalmar FF       | 4–5 | Gefle IF  | 19 oktober 2006 19:00 | Fredriksskans IP | 1533 |

## Final
Finalen i Svenska cupen 2006 spelades mellan Gefle IF och Helsingborgs IF på Råsunda den 11 november 2006.
| 11 november 2006 16:00 | Gefle                   | 0–2 | Helsingborg                                                  | Råsunda, Solna Publik: 3 379 Domare: Stefan Johannesson |
| 11 november 2006 16:00 | Daniel Bernhardsson 73' |     | Luton Shelton 28′ Andreas Granqvist 40' Babis Stefanidis 53′ | Råsunda, Solna Publik: 3 379 Domare: Stefan Johannesson |